# Supercoppa italiana 2021
La Supercoppa italiana 2021, denominata Supercoppa Frecciarossa per ragioni di sponsorizzazione, è stata la 34ª edizione della competizione e si è disputata il 12 gennaio 2022 allo stadio Giuseppe Meazza di Milano. La sfida si è tenuta tra l'Inter, vincitrice della Serie A 2020-2021, e la Juventus, vincitrice della Coppa Italia 2020-2021.
A conquistare il trofeo, grazie al 2-1 maturato ai tempi supplementari, è stata l'Inter, al sesto successo nella competizione.

## Partecipanti
| Squadre  | Qualificazione                         | Partecipazioni precedenti (il grassetto indica la vittoria)                                         |
| -------- | -------------------------------------- | --------------------------------------------------------------------------------------------------- |
| Inter    | Vincitore della Serie A 2020-2021      | 9 (1989, 2000, 2005, 2006, 2007, 2008, 2009, 2010, 2011)                                            |
| Juventus | Vincitore della Coppa Italia 2020-2021 | 16 (1990, 1995, 1997, 1998, 2002, 2003, 2005, 2012, 2013, 2014, 2015, 2016, 2017, 2018, 2019, 2020) |

## Antefatti
La sfida — considerata una classica del calcio italiano — è la seconda tra le due squadre nella competizione, dopo l'edizione del 2005 disputata allo stadio delle Alpi di Torino e vinta dai nerazzurri al termine dei tempi supplementari con il punteggio di 1-0. L'Inter raggiunge la decima partecipazione totale in Supercoppa italiana, la prima dopo quella del 2011 persa contro i concittadini del Milan. Il bilancio dei nerazzurri, terzi nell'albo d'oro della competizione a pari merito con la Lazio, è di cinque vittorie e quattro sconfitte. La Juventus partecipa alla Supercoppa italiana per la decima volta consecutiva — andando a migliorare il record di partecipazioni consecutive (già detenuto in solitaria dai bianconeri fin dal 2019, quando superarono proprio l'Inter nel periodo 2005-2011 per numero di finali consecutive della competizione disputate) — e per la diciassettesima totale, con un bilancio di nove vittorie e sette sconfitte, che ne fanno la squadra primatista per vittorie.
L'edizione 2021 della Supercoppa italiana è anche la quarta occasione in cui Inter e Juventus si affrontano nell'atto conclusivo di una competizione ufficiale: oltre al già citato precedente nell'edizione 2005 della Supercoppa italiana, le due squadre si sono contese la vittoria della Coppa Italia in due occasioni, nell'edizione 1958-1959 e in quella 1964-1965 (entrambe vinte dai bianconeri).
Lo stadio Giuseppe Meazza di Milano ospita la finale di Supercoppa italiana per la dodicesima volta nella storia della competizione, almeno otto edizioni in più rispetto a qualsiasi altro stadio, andando a rafforzare il primato di edizioni ospitate. L'edizione del 2021 è la prima dopo quella del 2010, vinta dall'Inter contro la Roma. Nell'occasione, inoltre, la finale di Supercoppa italiana torna a disputarsi nello stadio casalingo dei campioni d'Italia per la prima volta dal già citato precedente del 2010, che vide imporsi i nerazzurri. Per la quinta volta il trofeo è assegnato nell'anno solare successivo a quello del termine di Serie A e Coppa Italia della stagione precedente (dopo le edizioni del 1988, 1995, 2018 e 2020), per la settima volta in inverno (dopo le edizioni del 1995, 2014, 2016, 2018, 2019 e 2020), e per la quarta volta nel mese di gennaio (dopo le edizioni del 1995, 2018 e 2020), dove a trionfare è sempre stata la Juventus.
Per quanto riguarda i calciatori, l'attaccante argentino della Juventus, Paulo Dybala, detiene il record di marcature nella competizione, con quattro reti realizzate in cinque presenze, davanti a Samuel Eto'o, Andrij Ševčenko, Alessandro Del Piero e Carlos Tévez. Il difensore Leonardo Bonucci, in caso di impiego, raggiungerebbe le otto presenze nella storia della competizione, dietro solo a Gianluigi Buffon e Dejan Stanković a quota nove.
Sul fronte allenatori, Simone Inzaghi, tecnico dell'Inter, è uno dei due allenatori, insieme allo spagnolo Rafael Benítez, che ha il 100% dei successi nella competizione tra coloro che ne hanno disputata più di una. Le due vittorie ottenute da Inzaghi da allenatore in Supercoppa italiana sono arrivate sempre contro la Juventus, con la sua squadra, la Lazio, vincitrice nei 90 minuti con esattamente tre reti segnate (nel 2017 e nel 2019). Nella prima occasione l'allenatore bianconero era proprio Massimiliano Allegri. Per il tecnico della Juventus, invece, è la settima partecipazione in Supercoppa italiana, diventando l'allenatore più presente nella storia della competizione, superando Marcello Lippi, fermo a sei. L'allenatore dei bianconeri, in caso di successo, conquisterebbe il trofeo per la quarta volta, raggiungendo proprio Marcello Lippi e Fabio Capello al primo posto tra gli allenatori più vincenti nella competizione.
L'Inter, con 17 reti, e la Juventus, con 28, sono le due squadre che hanno realizzato più reti nella storia della Supercoppa italiana.

## Contesto
Il tecnico interista Inzaghi schiera la squadra con il 3-5-2: davanti al capitano Handanovič, il terzetto dei difensori centrali è formato da Škriniar, De Vrij e Bastoni; sulle fasce vengono scelti Dumfries (preferito dall'inizio a Darmian) e Perišić, mentre ai lati di Brozović, perno del centrocampo interista, ci sono Barella e Çalhanoğlu; in attacco Džeko e Martínez vengono preferiti a Sánchez e Correa. Se l'Inter schiera di fatto l'undici base, il tecnico juventino Allegri deve fare i conti con diverse defezioni, tra cui quelle di Cuadrado e De Ligt per squalifica e quella di Chiesa per un grave infortunio al ginocchio. Nel 4-3-3 di partenza, davanti a Perin (preferito a Szczęsny per ragioni logistiche), Allegri punta su De Sciglio e Alex Sandro (che vince il ballottaggio con Pellegrini) come terzini e su Rugani e il capitano Chiellini come difensori centrali. Il trio di centrocampo vede McKennie e Rabiot ai lati di Locatelli, mentre in attacco Kulusevski e Bernardeschi hanno il compito di supportare Morata (scelto al posto di Dybala, non al meglio della forma fisica e inizialmente relegato in panchina).

## La finale

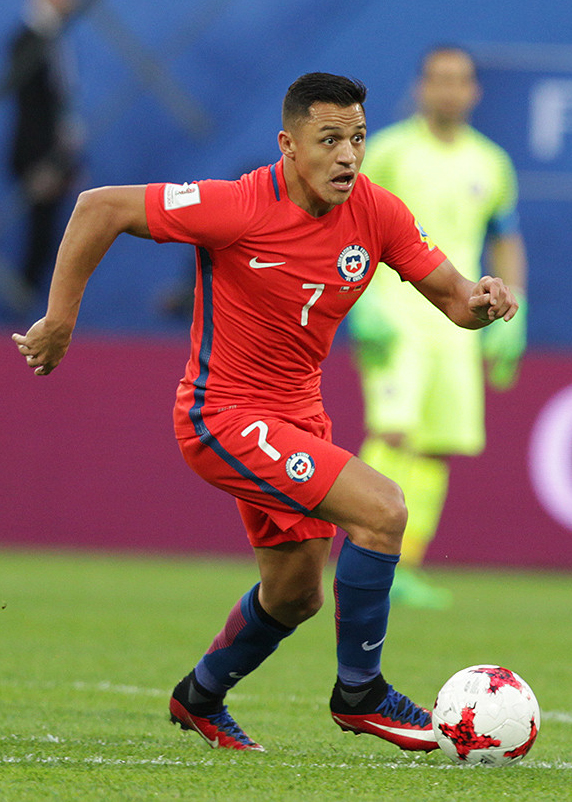
L'interista Sánchez, autore del gol decisivo nel secondo tempo supplementare ed eletto MVP della finale.

La gara comincia con l'Inter, vista come favorita nei pronostici alla vigilia del match, alla ricerca del vantaggio: dopo soli due minuti dal fischio d'inizio, i nerazzurri vanno vicini alla rete con Džeko che raccoglie di testa un cross dalla sinistra di Perišić, ma non riesce a indirizzarlo nello specchio della porta. Al 6' la squadra allenata da Simone Inzaghi ha un'altra occasione di testa, questa volta sugli sviluppi di un corner battuto da Çalhanoğlu, ma De Vrij spedisce la palla di poco fuori, con Martínez che non riesce a intervenire sulla traiettoria del colpo di testa del difensore centrale olandese. Proprio l'attaccante argentino ha una buona occasione all'8', dopo un assist di Barella, ma anche la sua conclusione termina fuori dallo specchio della porta. Dopo venti minuti arrembanti dell'Inter, la Juventus si fa vedere, prima con un cross pericoloso di Bernardeschi sventato da Škriniar e poi con l'azione che sblocca la partita al 25': Morata da sinistra crossa verso il centro e la palla, deviata da Škriniar, finisce sulla testa di McKennie, che anticipa Bastoni e porta in vantaggio i torinesi. Un minuto dopo Kulusevski ha una buona occasione per raddoppiare, ma il suo tiro finisce fuori. Al 34' l'arbitro Doveri concede un calcio di rigore ai nerazzurri per un intervento in ritardo di De Sciglio su Džeko in area bianconera: sul dischetto, Martínez realizza con freddezza, portando l'incontro nuovamente in parità. Il primo tempo termina con la compagine interista in avanti alla ricerca della seconda rete, ma il risultato non cambia.
La seconda frazione di gioco inizia con gli uomini di Allegri che sfiorano il vantaggio dopo pochi minuti: Rabiot trova Bernardeschi al limite dell'area di rigore, ma il tiro dell'ala bianconera finisce fuori dallo specchio di porta. Al 50' è ancora Bernardeschi a tentare la conclusione verso la porta di Handanovič, dopo una buona azione personale, ma la sua conclusione termina alta sopra la traversa. All'ora di gioco, l'Inter va vicina al vantaggio, con Çalhanoğlu che trova Dumfries dall'altro lato del campo, ma il colpo di testa dell'esterno olandese viene respinto da Perin con l'aiuto del palo. Tra il 69' e il 73', i meneghini hanno due buone occasioni, ma le conclusioni di Martínez e Perišić vengono bloccate a terra dal portiere juventino. Il risultato non cambia fino al 90' e la partita si prolunga quindi ai tempi supplementari.
Nel primo tempo supplementare, è l'Inter ad avere subito un'occasione per portarsi in vantaggio: al 96' Sánchez, subentrato al 75', anticipa De Sciglio, ma il suo colpo di testa finisce fuori dallo specchio della porta. Al 102' Dybala, anche lui subentrato nel corso della partita, tenta il tiro da fuori area ma non centra la porta. Il secondo tempo supplementare scorre via senza tante emozioni ma quando sembra che la gara giunga ai tiri di rigore, ecco che c'è la svolta al 120': il subentrato Dimarco crossa verso il centro dell'area di rigore juventina, trovando un tentativo di stop sbagliato di Alex Sandro, su cui si fionda Darmian, che tocca per Sánchez e permette al cileno di battere Perin da distanza ravvicinata, portando la compagine nerazzurra sul 2-1. Al fischio finale, l'Inter può festeggiare il sesto successo nella competizione, arrivato con un gol decisivo nei tempi supplementari come nell'unico precedente tra le due squadre (risalente al 2005).

## Tabellino
| Arbitro: | Doveri (Roma 1) |

|                                    |           |              |
| Martínez 35’ (rig.) Sánchez 120+1’ | Marcatori | 25’ McKennie |

| Inter | Juventus |

|                 |    |                     |      |      |
|                 |    |                     |      |      |
| P               | 1  | Samir Handanovič    |      |      |
| D               | 37 | Milan Škriniar      |      |      |
| D               | 6  | Stefan de Vrij      |      |      |
| D               | 95 | Alessandro Bastoni  |      |      |
| C               | 2  | Denzel Dumfries     |      | 89’  |
| C               | 23 | Nicolò Barella      |      | 89’  |
| C               | 77 | Marcelo Brozović    |      |      |
| C               | 20 | Hakan Çalhanoğlu    |      |      |
| C               | 14 | Ivan Perišić        |      | 100’ |
| A               | 9  | Edin Džeko          | 60’  | 75’  |
| A               | 10 | Lautaro Martínez    |      | 75’  |
| A disposizione: |    |                     |      |      |
| P               | 97 | Ionuț Radu          |      |      |
| C               | 5  | Roberto Gagliardini |      |      |
| A               | 7  | Alexis Sánchez      |      | 75’  |
| C               | 8  | Matías Vecino       |      |      |
| D               | 11 | Aleksandar Kolarov  |      |      |
| C               | 12 | Stefano Sensi       |      |      |
| D               | 13 | Andrea Ranocchia    |      |      |
| A               | 19 | Joaquín Correa      | 106’ | 75’  |
| C               | 22 | Arturo Vidal        | 118’ | 89’  |
| D               | 32 | Federico Dimarco    |      | 100’ |
| D               | 33 | Danilo D'Ambrosio   |      |      |
| D               | 36 | Matteo Darmian      |      | 89’  |
| Allenatore:     |    |                     |      |      |
| Simone Inzaghi  |    |                     |      |      |

|                      |    |                       |      |     |
|                      |    |                       |      |     |
| P                    | 36 | Mattia Perin          |      |     |
| D                    | 2  | Mattia De Sciglio     |      |     |
| D                    | 24 | Daniele Rugani        | 109’ |     |
| D                    | 3  | Giorgio Chiellini     |      |     |
| D                    | 12 | Alex Sandro           |      |     |
| C                    | 14 | Weston McKennie       |      |     |
| C                    | 27 | Manuel Locatelli      |      | 91’ |
| C                    | 25 | Adrien Rabiot         |      |     |
| A                    | 44 | Dejan Kulusevski      |      | 74’ |
| A                    | 9  | Álvaro Morata         |      | 88’ |
| A                    | 20 | Federico Bernardeschi | 43’  | 79’ |
| A disposizione:      |    |                       |      |     |
| P                    | 1  | Wojciech Szczęsny     |      |     |
| P                    | 23 | Carlo Pinsoglio       |      |     |
| C                    | 5  | Arthur                |      | 79’ |
| D                    | 6  | Danilo                |      |     |
| A                    | 10 | Paulo Dybala          | 105’ | 74’ |
| D                    | 17 | Luca Pellegrini       |      |     |
| A                    | 18 | Moise Kean            |      | 88’ |
| D                    | 19 | Leonardo Bonucci      |      |     |
| A                    | 21 | Kaio Jorge            |      |     |
| C                    | 30 | Rodrigo Bentancur     |      | 91’ |
| A                    | 38 | Marley Aké            |      |     |
| D                    | 45 | Koni De Winter        |      |     |
| Allenatore:          |    |                       |      |     |
| Massimiliano Allegri |    |                       |      |     |

| Assistenti arbitrali: Daniele Bindoni (Venezia) Davide Imperiale (Genova) Quarto ufficiale: Michael Fabbri (Ravenna) VAR: Paolo Silvio Mazzoleni (Bergamo) Assistente al VAR: Sergio Ranghetti (Chiari) Assistente di riserva: Salvatore Longo (Paola) | Regole dell'incontro: - due tempi regolamentari da 45 minuti ciascuno; - due tempi supplementari da 15 minuti ciascuno in caso di parità; - tiri di rigore in caso di ulteriore parità; inizialmente cinque per squadra, e a oltranza fino a spareggio in caso di ulteriore parità; - numero massimo di 23 giocatori per squadra a referto (11 in campo e 12 come potenziali sostituti); - cinque sostituzioni permesse nei tempi regolamentari; una sesta permessa nei tempi supplementari. |

## Statistiche
| Statistiche       | Inter | Juventus |
| ----------------- | ----- | -------- |
| Reti segnate      | 2     | 1        |
| Tiri totali       | 22    | 8        |
| Tiri in porta     | 6     | 3        |
| Parate            | 1     | 4        |
| Possesso palla    | 66%   | 34%      |
| Calci d'angolo    | 7     | 2        |
| Falli commessi    | 17    | 16       |
| Fuorigioco        | 0     | 0        |
| Cartellini gialli | 3     | 3        |
| Cartellini rossi  | 0     | 0        |